# 克里斯托夫·馮·菲雷爾-海門多夫
克里斯托夫·馮·菲雷爾-海門多夫（德語：Christoph von Fürer-Haimendorf，1909年6月22日—1995年6月11日），奧地利民族學家，在印度次大陸生活四十年，其田野調查聞名，包括有關英屬印度東北與英屬緬甸西北山區邊境講藏緬語系的黃種人部落、英屬印度內自治的海得拉巴土邦（今泰倫加納邦）、尼泊爾。倫敦大學亞非學院教授。奧匈帝國貴族，有家族紋章。

## 外部連結
- Fürer-Haimendorf Collection （页面存档备份，存于）
- The Fürer-Haimendorf Archive （页面存档备份，存于）
- Furer-Haimendorf Digital Archive, SOAS. Cine film, photographs and written journals of tribal cultures in South Asia
- The Fieldwork of Christoph von Fürer-Haimendorf